# Yahiro Kazama
Yahiro Kazama (風間 八宏 Kazama Yahiro?,  nacido el 16 de octubre de 1961 en Shimizu (actualmente Shizuoka), Shizuoka) es un exfutbolista japonés que se desempeñaba como centrocampista.
Kazama jugó 19 veces para la Selección de fútbol de Japón entre 1980 y 1983. Fue elegido para integrar la selección nacional de Japón para los Juegos Asiáticos de 1982. Es padre del los futbolistas Koki y Koya Kazama.

## Trayectoria

### Clubes
| Club                   | País     | Año         |
| ---------------------- | -------- | ----------- |
| Bayer 04 Leverkusen II | Alemania | 1984 - 1985 |
| FC Remscheid           | Alemania | 1985 - 1988 |
| Eintracht Braunschweig | Alemania | 1988 - 1989 |
| Sanfrecce Hiroshima    | Japón    | 1989 - 1995 |
| FC Remscheid           | Alemania | 1996 - 1997 |

### Selección nacional
| Selección | País  | Año         |
| --------- | ----- | ----------- |
| Absoluta  | Japón | 1980 - 1983 |

## Estadística de equipo nacional
| Selección de Japón | Selección de Japón | Selección de Japón |
| Año                | Part.              | Goles              |
| ------------------ | ------------------ | ------------------ |
| 1980               | 4                  | 0                  |
| 1981               | 8                  | 0                  |
| 1982               | 4                  | 0                  |
| 1983               | 3                  | 0                  |
| Total              | 19                 | 0                  |